# 지식격차이론
지식격차이론(知識格差理論, Knowledge gap theory)는 교육이나 사회적 지위에 따라 지식 격차가 증폭한다는 언론학 이론 중 하나이다. 이는 정보 수집 능력에 있어서 계급간의 차이가 존재함을 의미한다.